# ألف دوفال
ألف دوفال (بالإنجليزية: Alf Duval)‏ هو مجدف أسترالي، ولد في 1 يوليو 1941 في سيدني في أستراليا.

## وصلات خارجية
- ألف دوفال على موقع الاتحاد الدولي للتجديف (الإنجليزية)
- ألف دوفال على موقع أوليمبيديا (الإنجليزية)